# Концерт для фортепиано с оркестром № 4 (Рубинштейн)
Концерт для фортепиано с оркестром № 4 ре минор Op. 70 — произведение Антона Рубинштейна для фортепиано и симфонического оркестра, написанное в 1864 году и принявшее окончательный вид в редакции 1872 года. Посвящено Фердинанду Давиду. По мнению Дж. Бановеца, этот концерт с его практически идеальным балансом между солистом и оркестром стал самым популярным концертом композитора.

## Состав
1. Moderato assai
2. Andante
3. Allegro

Оркестр: флейта-пикколо, две флейты, два гобоя, два кларнета, два фагота, две валторны, две трубы, литавры, струнные.
Примерная продолжительность звучания 31 минута.

## История создания и исполнения
Премьера концерта была исполнена автором 29 октября (10 ноября) 1864 года в Санкт-Петербурге. В 1865 году первая редакция концерта была опубликована издательством Senff.
Концерт входил в репертуар Игнаца Падеревского и Сергея Рахманинова, американская пресса с воодушевлением писала о его исполнении пианисткой Фанни Блумфилд-Цейслер. Две концертные записи, оставленные Иосифом Гофманом (1937 и 1945), передают, как полагает Дж. Николас, исполнительский стиль, который желал бы видеть сам автор. Из последующих записей выделяется версия Марка Андре Амлена.